# Claverhouse Bleachworks
Die Claverhouse Bleachworks sind eine ehemalige Bleicherei in der schottischen Stadt Dundee in der gleichnamigen Council Area. 1991 wurde das Bauwerk in die schottischen Denkmallisten in der höchsten Denkmalkategorie A aufgenommen.

## Geschichte
Vermutlich in den 1780er Jahren wurde das Industriebauwerk für Thomas Collier & Co. errichtet. Spätestens 1792 war es in Betrieb. Das 1814 gegründete Unternehmen Turnbull & Co. übernahm die Anlage und ließ sie um die Mitte der 1830er Jahre erweitern. Zu den späteren Eigentümern zählten auch die Baxter-Brüder, die eine Textilmühle in Dundee betrieben und in den 1860er Jahren den Baxter Park einrichten ließen. Am Textilstandort Dundee entstanden mehrere Bleichereien, von denen die Claverhouse Bleachworks als erfolgreichste gelten. Dies wird auch darauf zurückgeführt, dass sie am weitesten flussaufwärts am Dighty Water angesiedelt waren und die übrigen Betriebe das bereits verschmutzte Wasser der Claverhouse Bleachworks nutzen mussten. Bis in das mittlere 19. Jahrhundert handelte es sich um die größte, später um die zweitgrößte Bleicherei in Dundee. Noch bis in die 1970er Jahre war die Bleicherei in Betrieb. Anschließend wurden die Gebäude zur Produktion von Küchenmöbel genutzt, bevor sie schließlich restauriert und zu Wohnraum umgenutzt wurden.

## Beschreibung
Die Anlage gliedert sich in gereihte Bruchsteingebäude, die in verschiedenen Jahrzehnten entstanden. Die erhaltenen Gebäude ziehen sich entlang des Heron Rise im Norden Dundees. Sie gliedern sich in Waschhäuser, Bleichhäuser und Speichergebäude. Auch die Managervilla befindet sich auf dem Gelände. Der rund 37 m hohe Kamin entstand entweder in den späten 1830er oder 1840er Jahren. In diesen Jahren wurden neue Dampfmaschinen in den Claverhouse Bleachworks installiert. Das Backsteinbauwerk ruht auf einer Bruchsteinplinthe.